# Павлушкино (Торжокский район)
Павлушкино — деревня в Торжокском районе Тверской области. Входит в состав Сукромленского сельского поселения.

## История
На карте Мёнде деревня Павлушкина Сукромлинской волости Новоторжского уезда Тверской губернии имеет 13 дворов.
В 1940 году деревня входила в Васильцевский сельсовет Высоковского района Калининской области.
До 2005 года деревня входила в Альфимовский сельский округ.

## Население
В 2008 году в деревне проживало 3 жителя.
| 2010 |
| ---- |
| 5    |